# Erik De Beck
Erik De Beck (né le 6 juin 1951 à Merelbeke) est un athlète belge spécialiste des courses de fond. 
Il remporte le titre individuel des Championnats du monde de cross-country 1974 de Monza, en Italie, devant l'Espagnol Mariano Haro, et s'impose par ailleurs au titre du classement général par équipes aux côtés de ses coéquipiers de l'équipe de Belgique.
Erik De Beck remporte les Championnats de Belgique de cross-country en 1974 et 1976, et décroche son seul titre national sur piste en 1983 dans l'épreuve du 10 000 mètres.

## Palmarès
| Date | Compétition                    | Lieu  | Résultat | Épreuve     |
| ---- | ------------------------------ | ----- | -------- | ----------- |
| 1974 | Championnats du monde de cross | Monza | 1er      | Individuel  |
| 1974 | Championnats du monde de cross | Monza | 1er      | Par équipes |